# L'Amour de loin

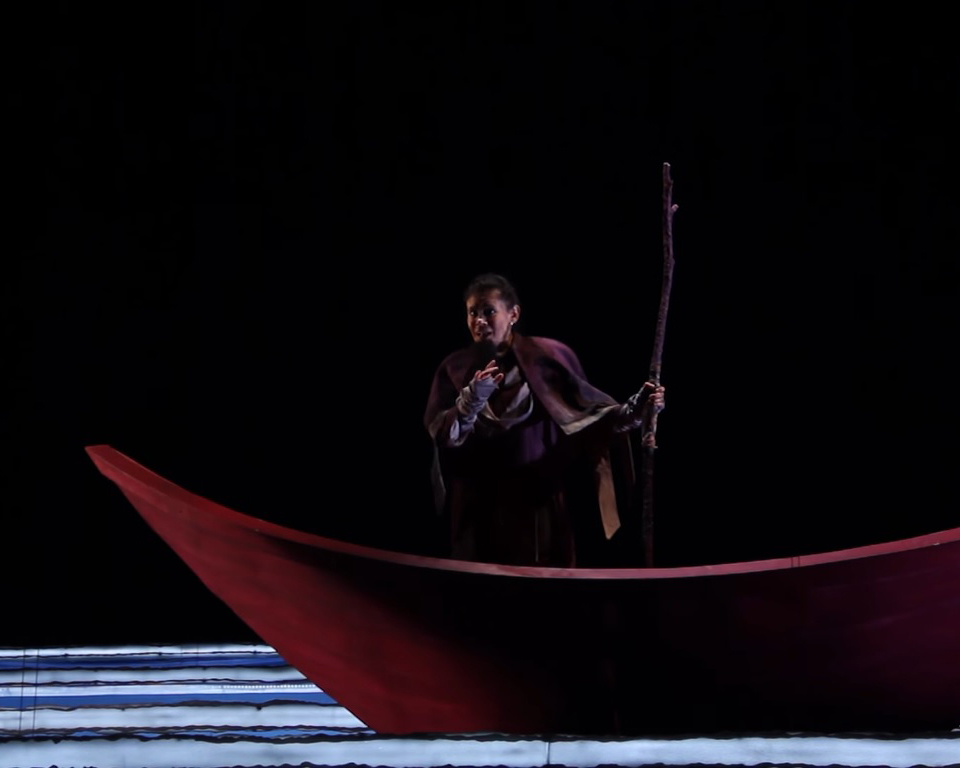
Iscensättning av opera i Mexiko.

L'Amour de loin (Kärlek på avstånd) är en opera i fem akter med musik av Kaija Saariaho och libretto av Amin Maalouf. Den hade premiär den 15 augusti 2000 på Festspelen i Salzburg.

## Historia
Saariaho, som sedan 1982 lever i Paris, hade 1993 kommit i kontakt med La vida breve av en av de stora trubadurerna på 1100-talet: Jaufré Rudel. Hon trodde inte hon var kapabel att komponera en opera förrän hon såg Peter Sellarss iscensättning av Olivier Messiaens opera Saint François d'Assise vid Festspelen i Salzburg 1992. "Om detta är en opera, då kan jag skriva en", ska hon ha sagt.
Hennes idé om operan tog form under de följande sju eller åtta åren. Först tonsatte hon en dikt av Jaufré i Lonh (1996) för sopran och elektroniska instrument.
Känsligheten och bakgrunderna hos både Maalouf, en libanesisk-fransk författare och journalist som också bodde i Paris, och Saariaho – båda i frivillig exil – förde dem tillsammans för att förvandla "en till synes enkel historia till en komplex historia mycket enkelt berättad".
Efter att ha försäkrat sig om ett uppförande av ledaren för Festspelen, Gerard Mortier, satte Saariaho igång med att komponera L'Amour de loin 1999. 

## Personer
| Roller                                                              | Stämma      | Premiärbesättning den 15 augusti 2000 (Dirigent: Kent Nagano |
| ------------------------------------------------------------------- | ----------- | ------------------------------------------------------------ |
| Jaufré Rudel, Prins av Blaye, trubadur besatt av idealistisk kärlek | baryton     | Dwayne Croft                                                 |
| Pilgrimen, budbäraren                                               | mezzosopran | Dagmar Pecková                                               |
| Clémence, grevinnan av Tripolis                                     | sopran      | Dawn Upshaw                                                  |
| Kör                                                                 |             |                                                              |

## Handling
Plats: I Aquitaine, Tripolis och till havs
Tid: 1100-talet

### Akt 1
Jaufré har blivit uttråkad på livets nöjen och längtar efter en annorlunda kärlek men inser att det är osannolikt att han någonsin kommer finna den. Kören, som består av hans gamla vänner, skrattat åt hans drömmar och säger att den kvinna som han drömmer om inte existerar. En nyss anländ pilgrim (man men sjungs av en mezzosopran) berättar för Jaufré att just en sådan kvinna finns och han har mött henne. Jaufré ägnar all tid åt att tänka på henne.

### Akt 2
Pilgrimen återvänder till Tripolis, möter Clémence och säger till henne att i Franikrike finns en prins-trubadur som sjunger om henne i sina sånger. Han kallar henne för sin "kärlek på avstånd". Till en början blir hon förnärmad men börjar snart att drömma om denna konstiga och avlägsna älskare. Hon frågar sig själv om hon är värdig en sådan dyrkan.

### Akt 3
Första scenen
När pilgrimen återvänder till Blaye möter han Jaufré och berättar för honom att damen nu vet att han sjunger om henne. Jaufré frågar honom om han ar sjungit sina sånger till henne korrekt. Pilgrimen svarar "mer eller mindre". Jaufré inser att han måste resa till henne. Pilgrimen berättar Clémences namn för Jaufré och går sin väg.
Andra scenen
Clémence verkar vilja föredra att ha deras relation på avstånd då hon är motvillig till att leva i väntan och inte vill lida.

### Akt 4
På en ingivelse beger sig Jaufré iväg för att möta sin "kärlek på avstånd", men inte utan bävan. Han oroar sig över att inte ha valt rätt beslut. Han blir sjuk av oron och sjukdomen växer ju närmare han kommer till Tripolis. Pilgrimen tar hand om honom och Jaufré hallucinerar om att han möter Clémence på vattnet. När han kommer till Tripolis är han döende.

### Akt 5
Skeppet lägger till och pilgrimen skyndar till grevinnan för att berätta att Jaufré har anlämt, att han är nära döden och att han önskar se henne. Jaufré bärs in på en bår medvetslös men återfår på något sätt medvetandet i Clémences närvaro. Då Jaufré närmar sig döden omfamnar paret varandra och förklarar varandra sin kärlek. Efter att Jaufré dött i hennes armar rasar Clémence mot Himlen och tar på sig skulden för tragedin. Hon beslutar att gå i kloster och den sista scenen visar henne i bön. Men hennes ord är tvetydiga: det är inte klart huruvida "kärleken på avstånd" som hon ber till är Gud eller Jaufré.